# کویامبدو
کویامبدو (به انگلیسی: Koyambedu) یک منطقهٔ مسکونی در هند است که در چنای واقع شده‌است.